# Dawsoniet
Het mineraal dawsoniet is een natrium-aluminium-carbonaat met de chemische formule NaAlCO3(OH)2.

## Eigenschappen
Het doorzichtig kleurloze of witte dawsoniet heeft een glas- tot zijdeglans, een witte streepkleur en de splijting is perfect volgens het kristalvlak [110]. De gemiddelde dichtheid is 2,42 en de hardheid is 3. Het kristalstelsel is orthorombisch en het mineraal is niet radioactief.

## Naamgeving
Het mineraal dawsoniet is genoemd naar de Canadese geoloog John William Dawson (1820 - 1899)

## Voorkomen
De typelocatie van dawsoniet is een veldspaat-rijke dike nabij de McGill-universiteit, Montreal, Canada. Het mineraal wordt ook gevonden nabij Vielsalm in de Belgische Ardennen.